# Dekanat zakroczymski
Dekanat zakroczymski – dekanat diecezji płockiej z siedzibą w Nowym Dworze Mazowieckim (Modlinie Starym). 
Lista parafii:
| Lp | Miejscowość / parafia                                        | Czas powstania | Proboszcz / administrator               | Zdjęcie |
| -- | ------------------------------------------------------------ | -------------- | --------------------------------------- | ------- |
| 1  | Chociszewo św. Leonarda                                      | 1452           | ks. mgr Marek Grzeszczak od 2019        |         |
| 2  | Kamienica Opatrzności Bożej                                  | poł. XIII w.   | ks. mgr Robert Oprawa od 2016           |         |
| 3  | Kroczewo św. Jana Chrzciciela                                | XIV w.         | ks. kan. mgr Henryk Szwajkowski od 2009 |         |
| 4  | Nowy Dwór Mazowiecki (Modlin Stary) św. Maksymiliana Kolbego | 1981           | ks. kan. mgr Andrzej Redmer od 2013     |         |
| 5  | Nowy Dwór Mazowiecki (Modlin Twierdza) św. Barbary           | 2007           | ks. kan. mgr Janusz Nawrocki od 2014    |         |
| 6  | Pomiechowo św. Anny                                          | XIII w.        | ks. kan. Tomasz Cymerman od 2006        |         |
| 7  | Smoszewo św. Mateusza                                        | ok. 1385       | ks. mgr Artur Adam Bombiński od 2016    |         |
| 8  | Zakroczym św. Józefa                                         | XI w.          | ks. Witold Godleś od 2014               |         |

stan na dzień 21.07.2019 r. 